# The Disaster Artist
The Disaster Artist er en amerikansk biografisk dramedy fra 2017, produceret og instrueret af James Franco og skrevet af Scott Neustadter og Michael H. Weber. Filmen er baseret på den biografiske bog med samme navn af Greg Sestero og Tom Bissell, som skildrer det tidlige venskab mellem Sestero og Tommy Wiseau, og skabelsen af kultfilmen The Room (2003), som alment anses for at være en af de værste film, der nogensinde er blevet lavet.
Filmens hovedroller spilles af James og Dave Franco sammen med biroller som spilles af Seth Rogen, Alison Brie, Ari Graynor, Josh Hutcherson og Jacki Weaver. Filmindspilningen begyndte den 8. december 2015. Den havde biografpræmiere i South by Southwest den 12. marts 2017.
Til Oscaruddelingen 2018 var filmen nomineret til en Oscar for bedste filmatisering. Til Golden Globe-uddelingen 2018 vandt James Franco Golden Globe for Bedste mandlige hovedrolle (musical eller komedie). Filmen var også nomineret til en Bedste film (musical eller komedie).

## Handling
Handlingen starter i 1998. Den aspirerende skuespiller Greg Sestero (Dave Franco) møder en mystisk person ved navn Tommy Wiseau (James Franco) på en teaterskole. Greg bliver fascineret af Tommys ubange, men nogenlunde mærkelige skuespil. De bestemmer sig for at hænge ud og et stærkt venskab opstår mellem dem. Begge flytter til Los Angeles for at opnå en ægte filmkarriere. Det viser sig dog at være sværere end hvad de troede og da de begge er ved at give op beslutter Tommy sig for selv at lave sin egen film.

## Medvirkende
- Dave Franco som Greg Sestero, lineproduceren og skuespilleren som spiller "Mark" i The Room
- James Franco som Tommy Wiseau, manuskriptforfatteren, instruktøren, produceren og skuespilleren som spiller "Johnny" i The Room
- Seth Rogen som Sandy Schklair, script supervisor, som senere bliver den uofficielle "faktiske" instruktør af The Room
- Ari Graynor som Juliette Danielle, skuespillerinden, som spiller "Lisa" i The Room
- Josh Hutcherson som Philip Haldiman, skuespilleren, som spiller "Denny" i The Room
- Jacki Weaver som Carolyn Minnott, skuespillerinden, som spiller "Claudette" i The Room
- Alison Brie som Amber, Greg Sesteros kæreste
- Megan Mullally som Mrs. Sestero, Greg Sesteros mor
- Hannibal Buress som Bill Meurer, egeren af Birns and Sawyer, som hyres av Wiseau
- Jason Mantzoukas som Peter Anway
- Paul Scheer som Raphael Smadja, den første filmfotograf
- Sharon Stone som Iris Burton, Greg Sesteros agent
- Melanie Griffith som Jean Shelton, skuespillerlærer
- Zac Efron som Dan Janjigian, skuespilleren, som spiller "Chris-R" i The Room
- Andrew Santino som Scott Holmes, skuespillerinden, som spiller "Mike" i The Room
- June Diane Raphael som Robyn Paris, skuespillerinden som spiller "Michelle" i The Room
- Nathan Fielder som Kyle Vogt, skuespilleren, som spiller "Peter" i The Room
- Bryan Cranston som  sig selv
- Judd Apatow som Hollywoodproducent
- Bob Odenkirk som skuespiller
- Brett Gelman som skuespiller
- Charlyne Yi som Safoya
- Tom Franco som Karl
- Zoey Deutch som Bobbi
- Christopher Mintz-Plasse som Sid
- Jason Mitchell som Nate
- Randall Park som mandlig skuespiller
- Casey Wilson som Caster
- Greg Sestero som Casting Agent (fraklippet scene)
- Tommy Wiseau som Henry
- Som sig selv – J.J. Abrams, Angelyne, Ike Barinholtz, Kristen Bell, Zach Braff, Lizzy Caplan, David DeCoteau, Keegan-Michael Key, Danny McBride, Dylan Minnette, Adam Scott, Kevin Smith og Kate Upton.